# Betleem
Betleem (învechit Viflaim, uneori scris Bethleem sau Bethlehem; în ebraică בית לחם, beyt lehem, „casa pâinii”, etimologie populară; în arabă بيت لحم, beyt lahm, „casa cărnii”, de asemenea etimologie populară; în greaca comună Βηθλεὲμ, Bethleém) este un oraș din Cisiordania ocupat de Israel din Statul Palestina, situat la aproximativ zece kilometri (șase mile) sud de Ierusalim. Este capitala guvernoratului Betleem în 2017 având o populație de 28.591 de persoane. Economia orașului se bazează în mare parte pe turism; turismul internațional atinge apogeul în preajma și în timpul Crăciunului, când creștinii se îmbarcă într-un pelerinaj la Biserica Nașterii Domnului, venerată ca locul Nașterii lui Iisus.
O posibilă primă mențiune a Betleemului se află în Scrisorile de la Amarna din Egiptul antic, datate în 1350-1330 î.Hr., chiar dacă acestea sunt incerte. În Biblia ebraică, este descrisă perioada israeliților; Betleemul este identificat ca locul de naștere al lui David. În Noul Testament, orașul este identificat ca locul de naștere al lui Iisus din Nazaret. Sub Imperiul Roman, orașul Betleem a fost distrus de Hadrian, dar reconstruit ulterior de Constantin cel Mare, care a comandat Biserica Nașterii Domnului în anul 327 d.Hr. În 529, Biserica Nașterii Domnului a fost puternic afectată de samaritenii implicați în revoltele samaritenilor; după victoria Imperiului Bizantin, a fost reconstruită de Iustinian I.
Mai târziu, în timpul guvernării mai multor califate, Betleemul a devenit parte din Jund Filastin în 637. Musulmanii au continuat să conducă orașul până în 1099, când a fost cucerit de cruciați, care au înlocuit clerul local creștin greco-ortodox cu unul catolic. La mijlocul secolului al XIII-lea, zidurile Betleemului au fost demolate de sultanatul mameluc. Cu toate acestea, ele au fost reconstruite de Imperiul Otoman în secolul al XVI-lea, când acesta a ajuns să controleze regiunea. După dizolvarea Imperiului Otoman la sfârșitul Primului Război Mondial, Betleem a făcut parte din Mandatul Palestina până în 1948 și, ulterior, din Cisiordania anexată de Iordania în urma războiului arabo-israelian din 1948. În timpul Războiului de Șase Zile din 1967, Betleemul a fost ocupat de Israel împreună cu restul Cisiordaniei. Începând de la Acordurile de la Oslo dintre Israel și Autoritatea Națională Palestiniană, Betleem a fost desemnat ca făcând parte din zona A a Cisiordaniei, ceea ce înseamnă că se află sub control palestinian. Circulația în jurul orașului este limitată din cauza zidului israelian din Cisiordania.
Deși istoric a fost un oraș al creștinilor arabi, Betleemul are acum o majoritate de musulmani arabi; deși încă găzduiește o populație semnificativă de creștini palestinieni, această comunitate a scăzut semnificativ, de la aproximativ 86% în 1950 la aproximativ 10% în 2022. În prezent, Betleemul este înconjurat de zeci de colonii israeliene, care împiedică în mod semnificativ posibilitatea palestinienilor din oraș de a avea acces liber la pământurile și mijloacele lor de trai, ceea ce a contribuit la exodul palestinienilor.

## Etimologie
Numele actual al Betleemului în limbile locale este Bayt Laḥm /Bēt laḥm/ în arabă (arabă: بيت لحم), însemnând literalmente „casa cărnii”, și Bet Leḥem în ebraică (ebraică: לֶחֶם לֶחֶם), însemnând literalmente „casa pâinii” sau „casa mâncării”. Orașul a fost numit în greaca veche: Βηθλεέμ pronunție greacă: [bɛːtʰle.ém] și în latină: Bethleem. În aramaică, numele Betleemului era pur și simplu numele ebraic בית לחם și era pronunțat Beit Lekhem. Dovada pentru această ortografie poate fi dedusă pe baza faptului că ortografia ܒܝܬܠܚܡ poate fi găsită în versiunea aramaică siriacă a Bibliei în Matei 2, precum și în alte părți ale cărții. Literele ܒܝܬܠܚܡ traduc ביתלחם. Scrisoarea Amarna EA290 face referire la un oraș bīt-ninurta care a fost citit ca Bit-Lachmi de către cercetătorul W. F. Albright, urmând o propunere a lui Otto Schroeder din 1815 și făcând din aceasta o potențială primă referință istorică la Betleem. Această interpretare este, totuși, nesigură și a întâmpinat opoziții.

### „Casa zeului Lahmu”
Toponimele canaanite și israelite care încep cu beth sunt interpretate ca însemnând „casa lui”, cu „casă” înțeles ca „templu” și a doua parte a numelui indicând divinitatea căreia îi era dedicat templul local. În conformitate cu cele de mai sus, o sugestie de lungă durată în știință este că numele Betleem derivă din zeul fertilității mesopotamian sau canaanit Laḫmu și sora sa consoartă Lahamu, lahmo fiind cuvântul caldeean pentru „fertilitate”. Cercetătorul în studiul Bibliei William F. Albright credea că această ipoteză, avansată pentru prima dată de Otto Schröder, era „cu siguranță corectă.”Albright a observat că pronunția numelui a rămas în esență aceeași timp de 3.500 de ani, chiar dacă semnificația percepută s-a schimbat de-a lungul timpului: „Templul zeului Lakhmu” în canaanit, „Casa pâinii” în ebraică și aramaică, „Casa cărnii” în arabă”. Deși teoria lui Schröder nu este acceptată pe scară largă, ea continuă să fie preferată în literatura academică față de traducerile ulterioare.

## Istorie

### Perioada canaanită
Cea mai veche referire la Betleem apare în Scrisorile de la Amarna (c. 1400 î.Hr.). Într-una dintre cele șase scrisori adresate faraonului, Abdi-Heba, guvernatorul numit de egipteni la Ierusalim, solicită ajutor pentru recucerirea Bit-Laḫmi în urma tulburărilor provocate de mercenarii Apiru: „Acum, chiar și un oraș de lângă Ierusalim, Bit-Lahmi pe nume, un sat care a aparținut regelui, a căzut în mâinile inamicului... Regele să audă cuvintele servitorului său Abdi-Heba și să trimită arcași pentru a restaura pământurile imperiale ale regelui!”
Se crede că asemănarea acestui nume cu formele sale moderne indică faptul că a fost inițial o așezare de canaaniți care împărtășeau o moștenire culturală și lingvistică semitică cu cei sosiți mai târziu. Laḫmu era zeul akkadian al fertilității, venerat de canaaniți ca Leḥem.Cândva în mileniul al treilea î.Hr. canaaniții au ridicat un templu pe dealul cunoscut acum ca Dealul Nașterii Domnului, dedicat probabil lui Laḫmu. Templul, și ulterior orașul care s-a format în jurul său, a fost cunoscut atunci sub numele de Beit Lahama, „Casa (Templul) lui Lahmu”.Până în anul 1200 î.Hr., zona Betleemului, precum și o mare parte a regiunii, au fost cucerite de filisteni, ceea ce a făcut ca regiunea să fie cunoscută de greci sub numele de „Philistia”, care mai târziu a devenit „Palestina”.
Un cimitir descoperit în primăvara anului 2013 și cercetat în 2015 de o echipă mixtă italo-palestiniană a constatat că necropola se întindea pe 3 hectare (peste 7 acri) și conținea inițial mai mult de 100 de morminte utilizate între aproximativ 2200 î.Hr. și 650 î.Hr. Arheologii au reușit să identifice cel puțin 30 de morminte.

### Perioada israelită și iudaică
Confirmarea arheologică a faptului că Betleemul a fost un oraș din Regatul Iudeei a fost descoperită în 2012 la săpăturile arheologice de la Cetatea lui David, sub forma unei bulla (amprentă de sigiliu în lut uscat) în scriere ebraică veche, care spune „Din orașul Betleem către rege”. Potrivit excavatorilor, aceasta a fost folosită pentru a sigila sfoara care închidea o încărcătură de cereale, vin sau alte bunuri trimise ca plată a taxelor în secolul al VIII-lea sau al VII-lea î.Hr.

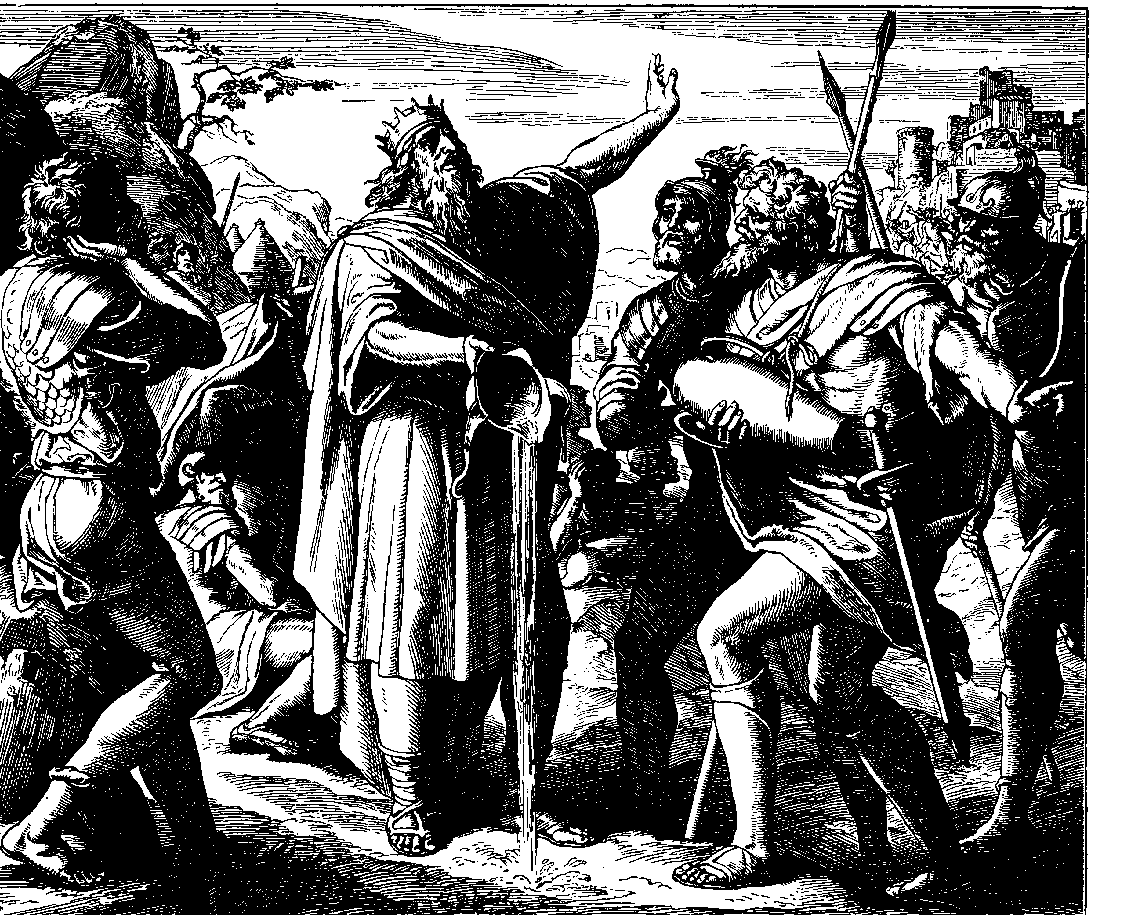
David, turnând apă extrasă din fântâna din Betleem în această xilogravură din 1860 realizată de Julius Schnorr von Karolsfeld, care ilustrează 2 Samuel 23:15–17

Cercetătorii biblici cred că Betleemul, situat în „ținutul colinelor” din Iudeea, ar putea fi același cu Efrata biblică, care înseamnă „fertil”, deoarece există o referire la acesta în Cartea lui Mica ca Betleem Efrata. Biblia ebraică îl numește, de asemenea, Beth-Lehem Judah, iar Noul Testament îl descrie ca „Orașul lui David”. Este menționat pentru prima dată în Biblie că locul în care a murit matroana Rahela și a fost îngropată „pe drum” (Geneza 48:7). Mormântul Rahelei, locul de înmormântare, se află la intrarea în Betleem. Conform Cărții lui Rut, valea de la est este locul în care Rut din Moab a cules spicele și s-a întors în oraș cu Naomi. În cărțile lui Samuel, Betleemul este menționat ca fiind casa lui Isai, tatăl regelui David al Israelului, și locul unde David a fost uns de profetul Samuel. Trei dintre războinicii săi i-au adus apă din fântâna din Betleem când se ascundea în peștera Adullam.
Scriind în secolul al IV-lea, pelerinul din Bordeaux a relatat că mormintele lui David, Ezechiel, Asaf, Iov, Isai și Solomon se aflau lângă Betleem.

### Perioada clasică

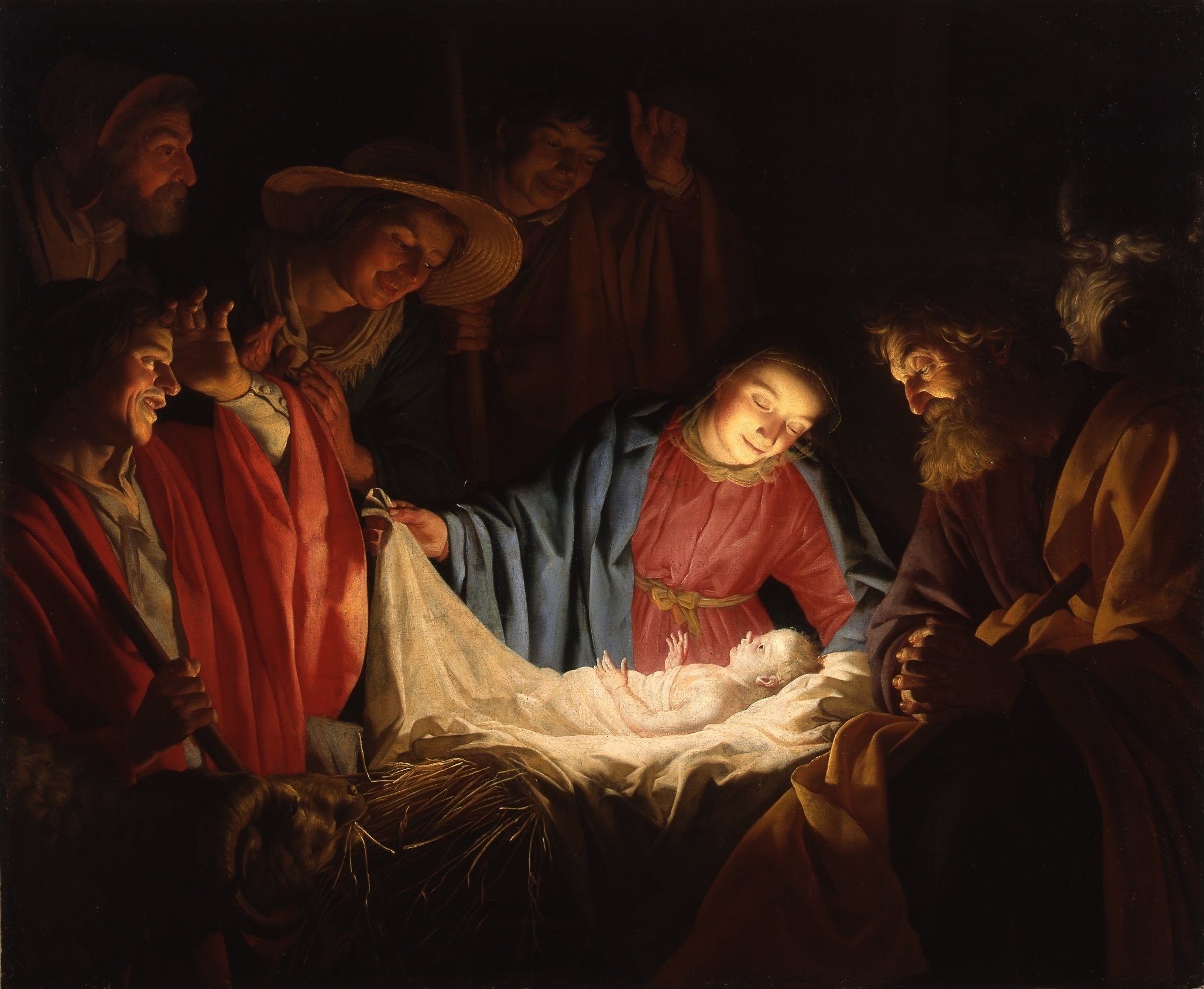
Adoration of the Shepherds (1622) de pictorul olandez Gerard van Honthorst.

Evanghelia după Matei și Evanghelia după Luca îl prezintă pe Iisus ca fiind născut în Betleem, cunoscut în aramaică sub numele ebraic בית לחם (Beit Lekhem). Cu toate acestea, cercetătorii moderni consideră cele două relatări ca fiind contradictorii; Evanghelia după Marcu, cea mai veche evanghelie, nu menționează nimic despre nașterea lui Isus în Betleem, spunând doar că a venit din Nazaret. Cercetătorii actuali sunt împărțiți în ceea ce privește locul real al nașterii lui Iisus: unii cred că s-a născut în Nazaret, în timp ce alții susțin că s-a născut în Betleem.
Totuși, tradiția conform căreia Iisus s-a născut în Betleem a fost proeminentă în biserica timpurie. În jurul anului 155, apologetul Iustin Martirul a recomandat celor care se îndoiau că Iisus s-a născut cu adevărat în Betleem să meargă acolo și să viziteze peștera în care se presupune că s-a născut. Aceeași peșteră este menționată și de Evanghelia apocrifă a lui Iacov și de istoricul bisericesc din secolul al IV-lea Eusebiu din Cezareea. După ce revolta Bar Kokhba (c. 132-136 d.Hr.) a fost zdrobită, împăratul roman Hadrian a transformat locul creștin de deasupra Grotei într-un sanctuar dedicat zeului grec Adonis, pentru a-l onora pe favoritul său, tânărul grec Antinous.
În jurul anului 395 e.n., Ieronim scria într-o scrisoare: „Betleemul... care ne aparține acum... era umbrit de o dumbravă a lui Tammuz, adică a lui Adonis, iar în peștera unde odinioară plângea pruncul Hristos, era jelit iubitul lui Venus”. Mulți cercetători au considerat această scrisoare drept o dovadă a faptului că peștera Nașterii Domnului, peste care a fost construită ulterior Biserica Nașterii Domnului, a fost la un moment dat un sanctuar al zeului fertilității Tammuz, din Orientul Apropiat antic. Totuși, Eusebiu din Cezareea nu menționează nimic despre faptul că peștera ar fi fost asociată cu Tammuz și nu există alte surse patristice care să sugereze că Tammuz ar fi avut un sanctuar în Betleem. Peter Welten a susținut că peștera nu a fost niciodată dedicată lui Tammuz și că Ieronim a interpretat greșit doliul creștin pentru Uciderea pruncilor drept un ritual păgân pentru moartea lui Tammuz. Joan E. Taylor a contracarat această afirmație susținând că Ieronim, ca om educat, nu ar fi putut fi atât de naiv încât să confunde doliul creștin pentru Uciderea pruncilor cu un ritual păgân pentru Tammuz.
În 326-328, împărăteasa Elena, consoarta văduvă a împăratului Constantius I și mama împăratului Constantin cel Mare, a făcut un pelerinaj în Siria-Palaestina, în cursul căruia a vizitat ruinele Betleemului. Biserica Nașterii Domnului a fost construită la inițiativa ei deasupra peșterii în care se presupune că s-a născut Iisus. În timpul revoltei samaritenilor din 529, Betleemul a fost jefuit, iar zidurile și Biserica Nașterii Domnului au fost distruse; acestea au fost reconstruite la ordinul împăratului Iustinian I. În 614, Imperiul Persan Sasanid, susținut de rebelii evrei, a invadat Palestina Prima și a capturat Betleemul. O poveste relatată în surse ulterioare susține că s-au abținut de la distrugerea bisericii văzându-i pe magi reprezentați în haine persane într-un mozaic.

### Evul Mediu

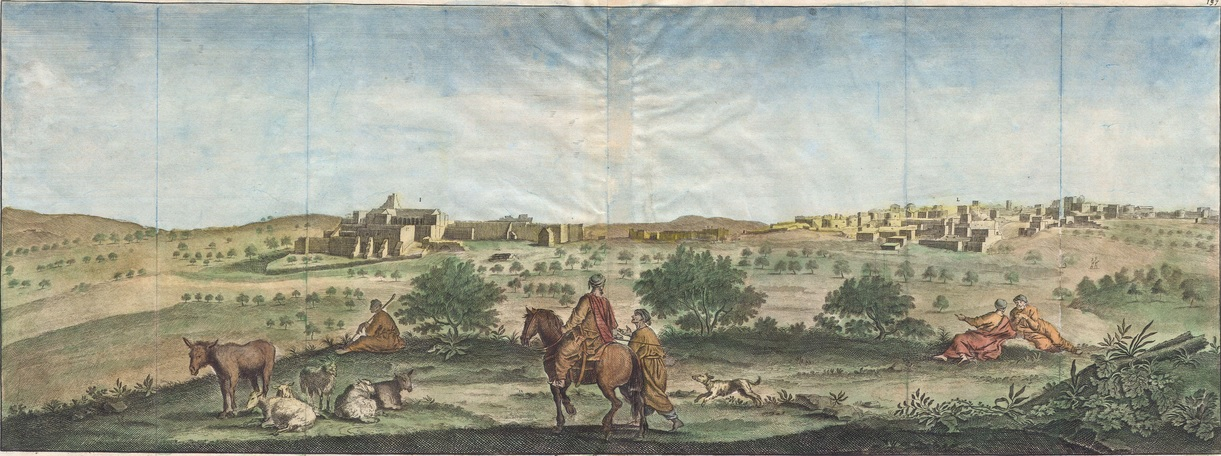
O schiță din 1698 de Cornelis de Bruijn

În 637, la scurt timp după ce Ierusalimul a fost capturat de armatele musulmane, 'Umar ibn al-Khattāb, al doilea calif, a promis că Biserica Nașterii Domnului va fi păstrată pentru uz creștin. O moschee dedicată lui 'Umar a fost construită pe locul din oraș unde acesta se ruga, lângă biserică. Betleemul a trecut apoi sub controlul Califatului Omeiad în secolul al VIII-lea, apoi al Califatului Abbasid în secolul al IX-lea. Un geograf persan a consemnat la mijlocul secolului al IX-lea că în oraș exista o biserică bine conservată și foarte venerată. În 985, geograful arab al-Muqaddasi a vizitat Betleemul și s-a referit la biserica sa ca la „Bazilica lui Constantin, al cărei echivalent nu există nicăieri în țară”. În 1009, în timpul domniei celui de-al șaselea calif fatimid, al-Hakim bi-Amr Allah, Biserica Nașterii Domnului a primit ordinul de a fi demolată, dar a fost cruțată de musulmanii locali, deoarece li s-a permis să se închine în transeptul sudic al structurii.
În 1099, Betleemul a fost capturat de cruciați, care l-au fortificat și au construit o nouă mănăstire și o claustră pe partea de nord a Bisericii Nașterii Domnului. Clericii ortodocși greci au fost înlăturați din scaunele lor și înlocuiți cu clerici latini. Până în acel moment, prezența creștină oficială în regiune era ortodoxă greacă. În ziua de Crăciun a anului 1100, Balduin I, primul rege al Regatului franc al Ierusalimului, a fost încoronat în Betleem, iar în acel an a fost înființată și o episcopie latină în oraș.
În 1187, Saladin, sultanul Egiptului și al Siriei care conducea Dinastia Ayyubidă, a capturat Betleemul de la cruciați. Clericii latini au fost forțați să plece, permițând clerului ortodox grec să se întoarcă. Saladin a fost de acord cu întoarcerea a doi preoți latini și doi diaconi în 1192. Cu toate acestea, Betleemul a suferit de pe urma pierderii comerțului cu pelerinii, deoarece a existat o scădere accentuată a numărului de pelerini europeni. Guillaume al IV-lea de Nevers, le-a promis episcopilor creștini din Betleem că, dacă Betleemul va cădea sub controlul musulmanilor, îi va primi în orășelul Clamecy din actuala Burgundie, Franța. Ca urmare, episcopul de Betleem și-a stabilit reședința în spitalul Panthenor, Clamecy, în 1223. Clamecy a rămas sediul continuu „in partibus infidelium” al Episcopiei de Betleem timp de aproape 600 de ani, până la Revoluția franceză din 1789.
Betleemul, împreună cu Ierusalimul, Nazaretul și Sidonul, au fost cedate pentru scurt timp Regatului Cruciat al Ierusalimului printr-un tratat încheiat între Sfântul Împărat Roman Frederic al II-lea și Sultanul Dinastiei Ayyubidă, al-Kamil în 1229, în schimbul unui armistițiu de zece ani între ayyubizi și cruciați. Tratatul a expirat în 1239, iar Betleemul a fost recucerit de musulmani în 1244. În 1250, odată cu venirea la putere a mamelucilor sub conducerea lui Rukn al-Din Baibars, toleranța față de creștinism a scăzut. Membrii clerului au părăsit orașul, iar în 1263 zidurile orașului au fost demolate. Clerul latin s-a întors la Betleem în secolul următor, stabilindu-se în mănăstirea adiacentă Bazilicii Nașterii Domnului. Ortodocșii greci au primit controlul bazilicii și au împărțit controlul Grotei Laptelui cu latinii și armenii.

### Epoca Otomană

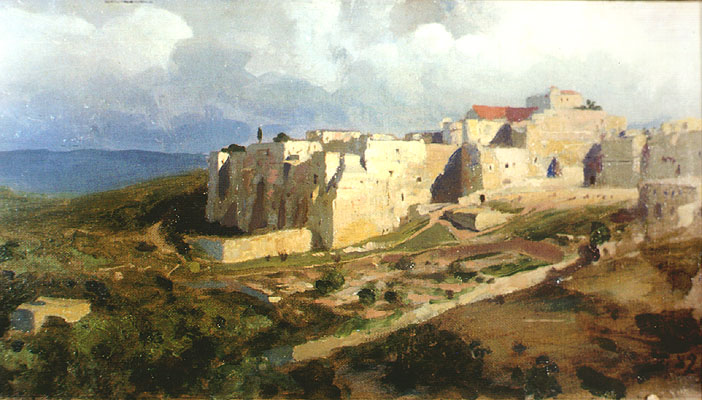
O pictură a Betleemului de Vasily Polenov, 1882

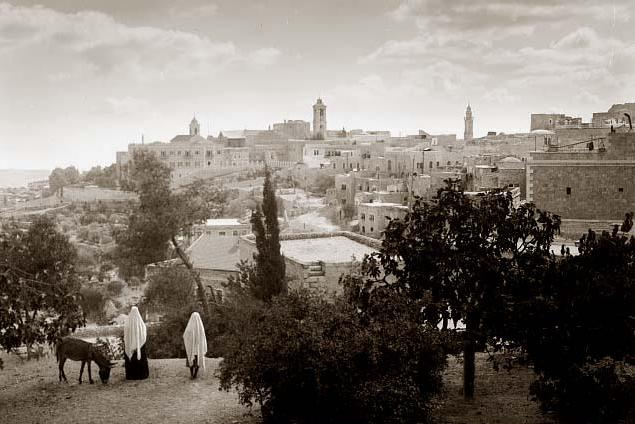
Vedere din Betleem, ziua de Crăciun 1898

Din 1517, în timpul anilor de control otoman, custodia bazilicii a fost disputată aprig între bisericile catolică și ortodoxă greacă. Până la sfârșitul secolului al XVI-lea, Betleemul a devenit unul dintre cele mai mari sate din districtul Ierusalimului și a fost împărțit în șapte cartiere.În această perioadă, familia Basbus, printre alți conducători, au condus Betleemul.Registrul fiscal și recensământul otoman din 1596 indică faptul că Betleem avea o populație de 1 435 de locuitori, fiind al 13-lea cel mai mare sat din Palestina la acea dată. Veniturile sale totale se ridicau la 30 000 akche.
Betleemul plătea impozite pe grâu, orz și struguri. Musulmanii și creștinii erau organizați în comunități separate, fiecare având propriul lider. Cinci lideri reprezentau satul la mijlocul secolului al XVI-lea, dintre care trei erau musulmani. Registrele fiscale otomane sugerează că populația creștină era puțin mai prosperă sau cultiva mai mult grâu decât struguri (primul fiind un produs mai valoros).

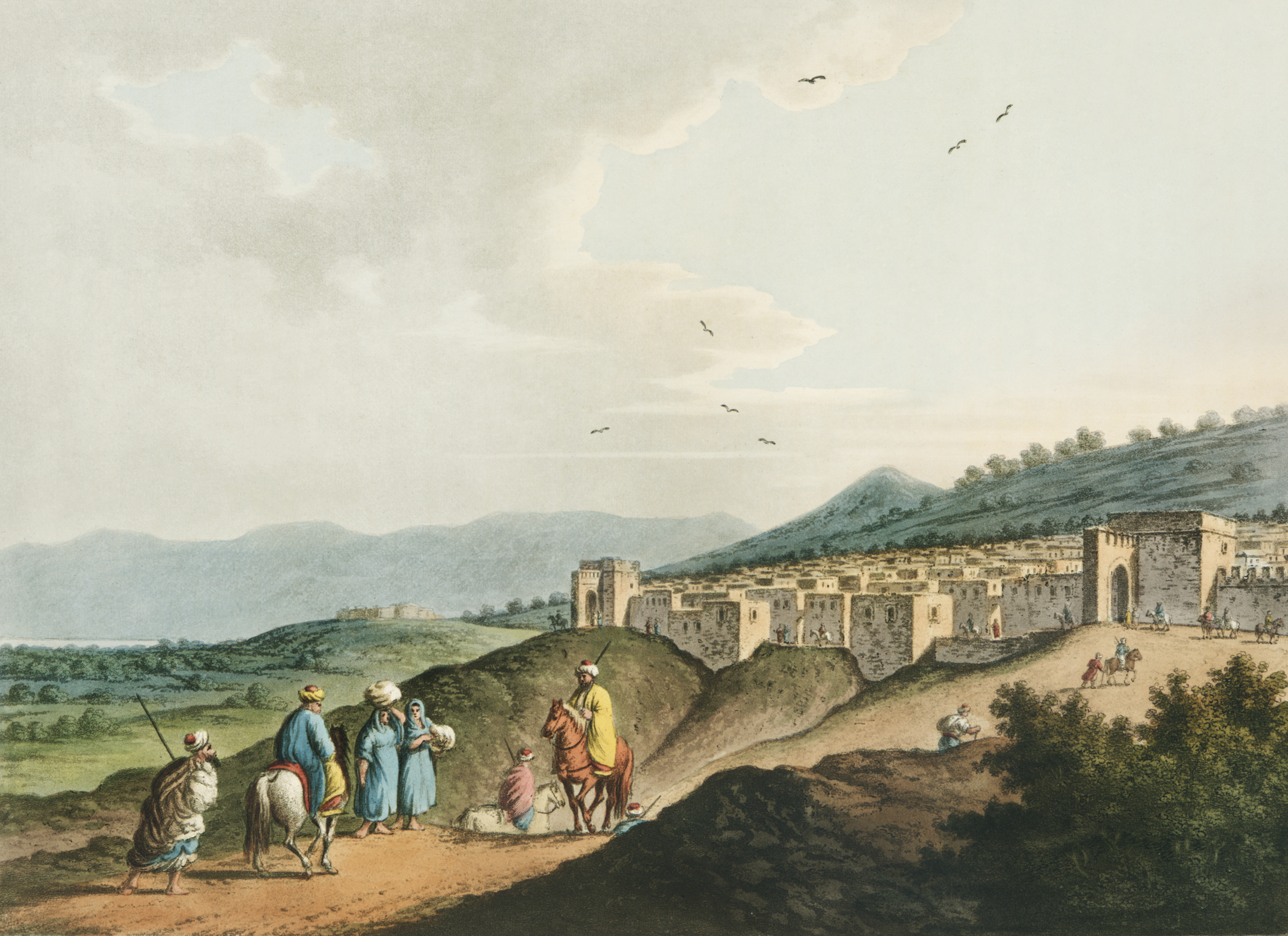
Betleem, după o ilustrație din 1810 de Luigi Mayer

Din 1831 până în 1841, Palestina s-a aflat sub dominația dinastiei Muhammad Ali din Egipt. În această perioadă, orașul a suferit un cutremur, precum și distrugerea cartierului musulman în 1834 de către trupele egiptene, aparent ca răzbunare pentru uciderea unui loialist favorit al lui Ibrahim Pașa, în timpul revoltei țăranilor din Palestina.În 1841, Betleemul a intrat din nou sub stăpânire otomană și a rămas astfel până la sfârșitul Primului Război Mondial. Sub otomani, locuitorii din Betleem s-au confruntat cu șomajul, serviciul militar obligatoriu și impozitele mari, ceea ce a dus la emigrarea în masă, în special în America de Sud. Un misionar american din anii 1850 a raportat o populație de sub 4.000 de locuitori, aproape toți aparținând Bisericii Grecești. El a remarcat, de asemenea, că lipsa apei a limitat creșterea orașului.
Albert Socin a aflat dintr-o listă oficială a satelor otomane din jurul anului 1870 că Betleem avea o populație de 179 de musulmani în 59 de case, 979 de „latini” în 256 de case, 824 de „greci” în 213 case și 41 de armeni în 11 case, un total de 539 de case.Martin Hartmann a constatat că Betleemul avea 520 de case.

### Epoca modernă

Betleem 1937

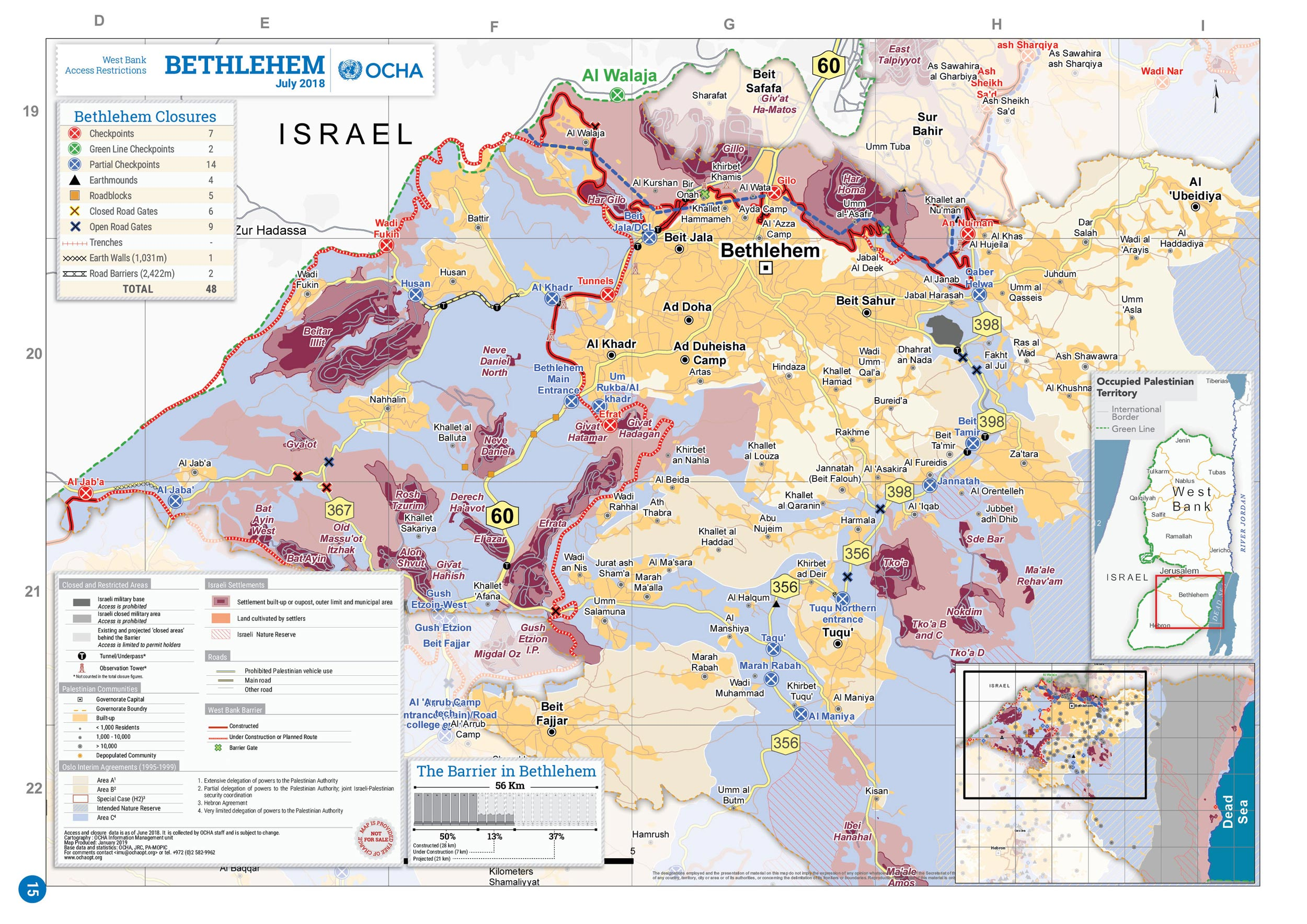
Harta Organizației Națiunilor Unite din 2018 a zonei, care arată regimul de ocupație israelian.

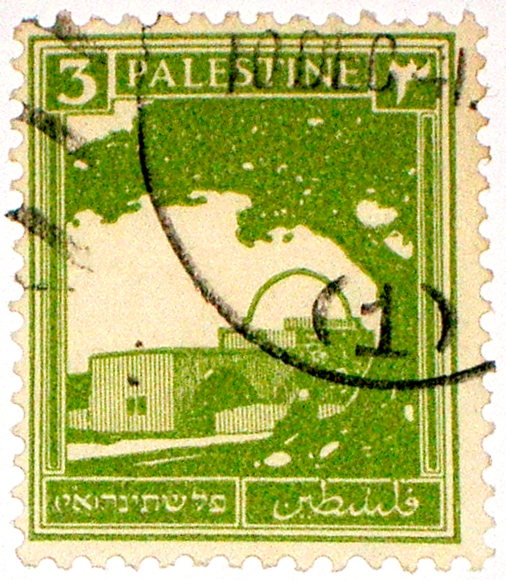
Timbru din 1927 din perioada Mandatului Palestinei, care înfățișează Mormântul Rahelei (sau Moscheea Bilal bin Rabah) din Betleem

Betleem a făcut parte din Mandatul Palestinei din 1920 până în 1948.În rezoluția Adunării Generale a Organizației Națiunilor Unite din 1947 privind împărțirea Palestinei, Betleemul a fost inclus în enclava internațională a Ierusalimului, care urma să fie administrată de Organizația Națiunilor Unite. Iordania a cucerit orașul în timpul războiului arabo-israelian din 1948.Mulți refugiați din zonele capturate de forțele israeliene în 1947-1948 au fugit în zona Betleem, stabilindu-se în principal în ceea ce au devenit taberele oficiale de refugiați 'Azza (Beit Jibrin), 'Aida în nord și Dheisheh în sud.Afluxul de refugiați a transformat în mod semnificativ majoritatea creștină din Betleem în una musulmană.
Iordania a păstrat controlul asupra orașului până la Războiul de Șase Zile din 1967, când Betleemul a fost cucerit de Israel, împreună cu restul Cisiordaniei. În urma Războiului de Șase Zile, Israelul a preluat controlul asupra orașului.

Zidul israelian din Cisiordania în Betleem 2012

În primele luni ale Primei Intifade, pe 5 mai 1989, Milad Anton Shahin, în vârstă de 12 ani, a fost împușcat mortal de soldații israelieni. Răspunzând unui membru al Knesset-ului, în august 1990, ministrul apărării, Yitzak Rabin, a declarat că un grup de rezerviști aflați într-un post de observație a fost atacat de aruncători de pietre. Comandantul postului, un subofițer superior, a tras două gloanțe de plastic, încălcând normele operaționale. Nu a fost găsită nicio dovadă că acest lucru a cauzat moartea băiatului. Ofițerul a fost găsit vinovat de folosirea ilegală a unei arme și condamnat la 5 luni de închisoare, dintre care două luni muncă în folosul comunității. A fost, de asemenea, retrogradat.
La 21 decembrie 1995, trupele israeliene s-au retras din Betleem, iar trei zile mai târziu orașul a intrat sub administrarea și controlul militar al Autorității Naționale Palestiniene, în conformitate cu Acordul provizoriu privind Cisiordania și Fâșia Gaza.Atunci când Autoritatea Palestiniană a preluat controlul în 1995, aceasta a extins public granițele orașului Betleem, presupunându-se că va asigura o majoritate musulmană.Această extindere a încorporat în oraș peste 30.000 de musulmani din taberele de refugiați din apropiere.Yasser Arafat, pe atunci liderul Organizației pentru Eliberarea Palestinei (PLO), a înlocuit unilateral consiliul municipal predominant creștin cu o conducere majoritar musulmană.În timpul celei de-a doua Intifade palestiniene din 2000-2005, infrastructura și industria turismului din Betleem au fost afectate.În 2002, a fost o zonă principală de luptă în cadrul Operațiunii Scutul defensiv, o contraofensivă militară majoră a Forțelor de Apărare Israeliene (IDF).IDF a asediat Biserica Nașterii Domnului, unde s-au refugiat zeci de militanți palestinieni. Asediul a durat 39 de zile. Mai mulți militanți au fost uciși. Acesta s-a încheiat cu un acord de exilare a 13 dintre militanți în țări străine.
Astăzi, orașul este înconjurat de două drumuri de ocolire pentru coloniștii israelieni, lăsându-i pe locuitori înghesuiți între treizeci și șapte de enclave evreiești, unde trăiesc un sfert din toți coloniștii din Cisiordania, aproximativ 170 000; spațiul dintre cele două drumuri este închis de Zidul israelian din Cisiordania, înalt de 8 metri, care separă Betleemul de orașul său înfrățit Ierusalim.

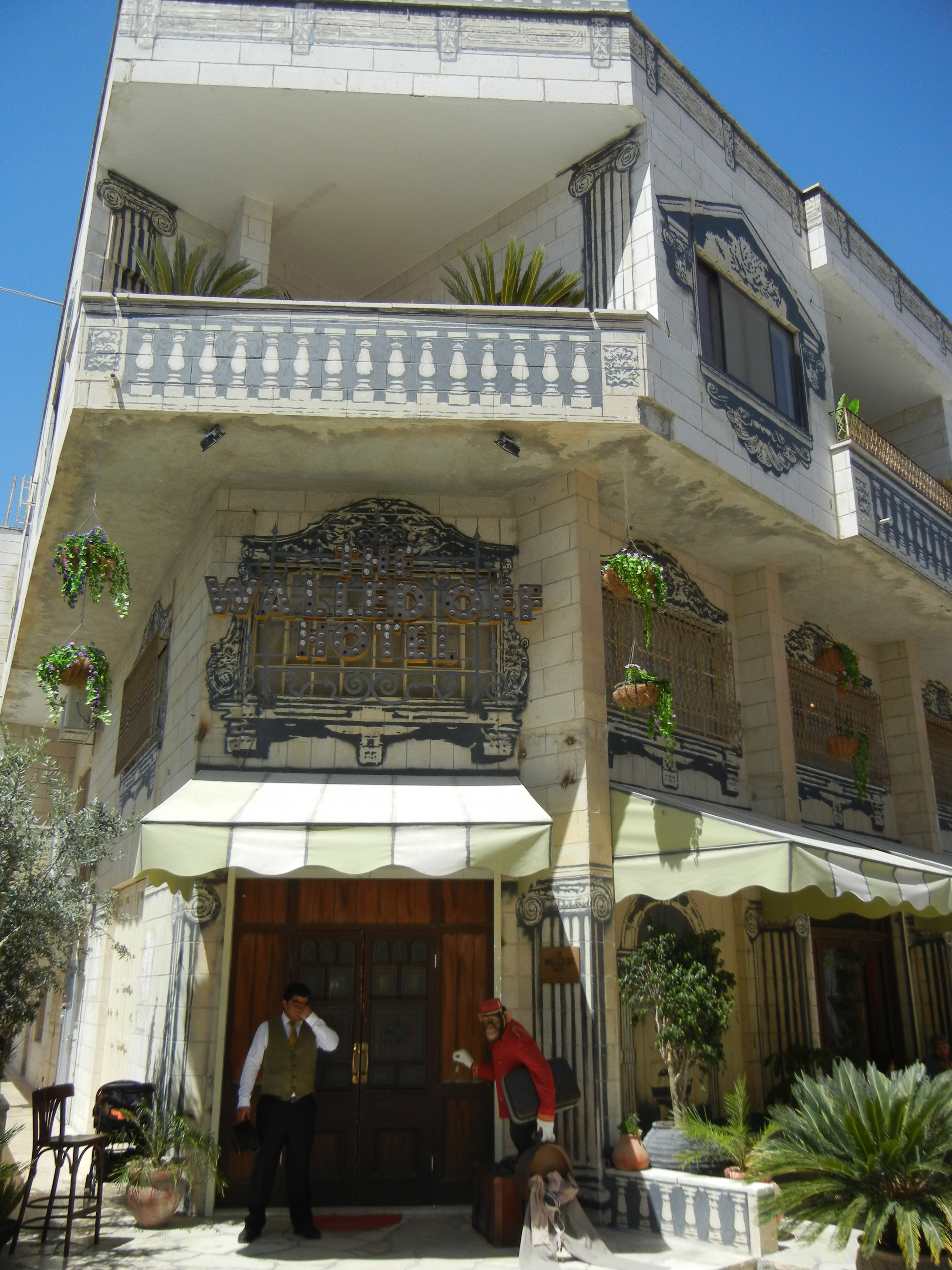
Walled Off Hotel, deținut și decorat de Banksy

Familiile creștine care locuiesc în Betleem de sute de ani sunt forțate să plece, deoarece terenurile din Betleem sunt confiscate, iar casele sunt demolate, pentru construirea a mii de noi case israeliene. Confiscarea terenurilor pentru coloniile israeliene a împiedicat, de asemenea, construirea unui nou spital pentru locuitorii din Betleem, precum și ridicarea zidului care separă zeci de familii palestiniene de terenurile lor agricole și comunitățile creștine de lăcașele lor de cult. Creștinii ar fi fost persecutați de Autoritatea Palestiniană, ceea ce a condus la emigrare.Potrivit International Christian Concern, există rapoarte despre creștini care suferă hărțuiri sexuale, răpiri, căsătorii forțate, extorcare și uciderea convertiților de către musulmani și oficialii Autorității Palestiniene.

## Patrimoniu mondial al umanității
Biserica Nașterii Domnului și „Drumul de pelerinaj” din Betleem au fost înscrise în anul 2012 pe lista patrimoniului mondial al umanității UNESCO.